# Red Winn
J.H. Winn, noto come "Red" Winn (7 agosto 1896 – 23 aprile 1980), è stato un giocatore di poker statunitense.
Considerato uno dei più grandi giocatori di tutti i tempi di Seven card stud, nel 1979 è stato inserito nel Poker Hall of Fame.